# Marco Antonio Fusco
Marco Antonio Fusco (San Nicola la Strada, 29 novembre 1904 – ...) è stato un politico italiano.

## Biografia
Nato a San Nicola la Strada nel 1904, esercitò la professione di ingegnere e dirigente.
Fu un esponente del Partito Liberale Italiano, e venne eletto sindaco di Caserta nel 1952, rimanendo in carica fino al 1956.
Dal 1956 al 1970 fu presidente della Camera di commercio, industria, artigianato e agricoltura di Caserta.